# Desmopoda bombiformis
Desmopoda bombiformis är en fjärilsart som beskrevs av Felder 1874. Desmopoda bombiformis ingår i släktet Desmopoda och familjen glasvingar. Inga underarter finns listade i Catalogue of Life.